# Oficial de enlace

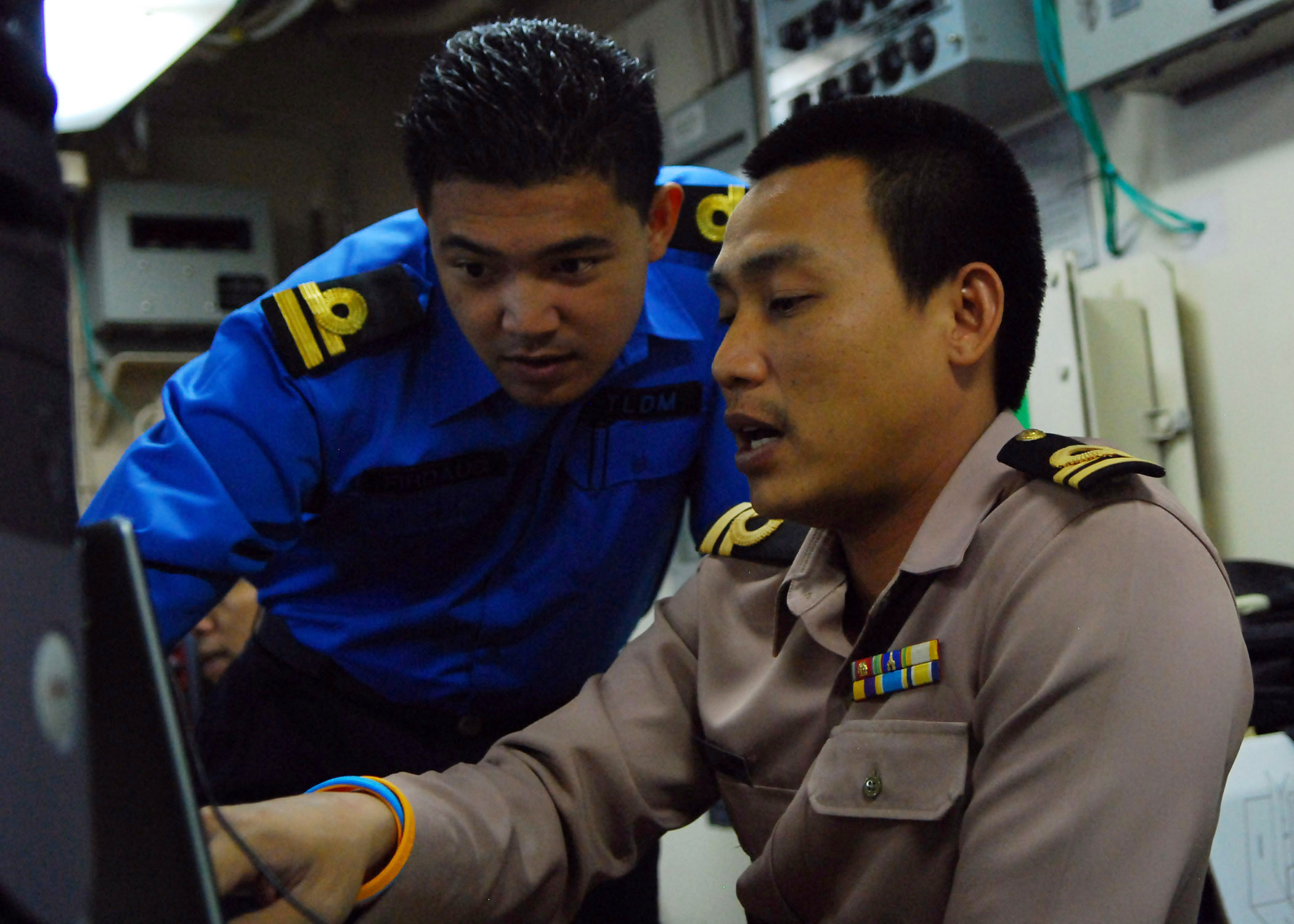
Oficiales navales de enlace de Malasia y Tailandia coordinan esfuerzos

Un oficial de enlace es una persona que actúa como enlace entre dos organizaciones para comunicar y coordinar sus actividades. Generalmente, los oficiales de enlace se utilizan para lograr la mejor utilización de los recursos o el empleo de los servicios de una organización por otra. Los oficiales de enlace a menudo brindan experiencia técnica o en la materia de su organización matriz. Por lo general, una organización incorpora un oficial de enlace en otra organización para proporcionar coordinación cara a cara.

## Oficiales militares de enlace
En el ejército, los oficiales de enlace pueden coordinar actividades para proteger a las unidades de daños colaterales. También trabajan para lograr el entendimiento mutuo o la unidad de esfuerzo entre grupos dispares.  Para la gestión de incidentes o desastres, los oficiales de enlace sirven como contacto principal para las agencias que responden a la situación.

## Oficiales de enlace con la comunidad (CLO)
En el servicio exterior, los funcionarios de enlace con la comunidad apoyan a los empleados y familiares que están asignados a embajadas extranjeras. En el servicio exterior de los Estados Unidos, están encargados de desarrollar el espíritu comunitario y mejorar la moral en el puesto. Actualmente, los CLO (por sus siglas en inglés) operan en más de 200 misiones estadounidenses en todo el mundo, incluidos varios puestos no acompañados como Bagdad, Kabul e Islamabad.

### Desafíos
Dado que una de las tareas principales de un enlace es a menudo coordinar actividades entre dos o más organizaciones, las personas en estos puestos generalmente necesitan poseer fuertes habilidades de lenguaje y comunicación. Esto presenta un desafío en el caso de los CLO, que están destinados a misiones en su calidad de cónyuges. Por lo tanto, muchos no han recibido la formación necesaria para dominar el idioma local antes de ser enviados al extranjero. Según algunos comentaristas, esto dificulta que muchas CLO sean eficaces en sus trabajos. En sus palabras, Eddie Walsh argumenta: «Desafortunadamente, es difícil entender cómo los coordinadores CLO pueden comunicarse de manera efectiva con la comunidad local para proporcionar 'programación, información, recursos y referencias' sobre actividades fuera del puesto y servicios económicos. cuando no es necesario que dominen el idioma local». Otros no están de acuerdo. Por ejemplo, George Wilcox responde: «En la década de 1990, mi esposa se desempeñó dos veces como CLO, una en Asia Central, donde no hablaba el idioma, y otra en Brasil, donde sí. Hizo un excelente trabajo en ambos lugares, principalmente debido a su empatía por los miembros de la familia y su participación proactiva para ayudarlos a adaptarse con éxito a la vida en los dos países».

## Oficial de enlace de los aficionados (SLO)
Un oficial de enlace de los aficionados es una persona dentro de un club de fútbol (u otro club deportivo) que funciona como un puente entre el propio club y los seguidores del club. El SLO establece relaciones con la dirección del club y los aficionados a través de una comunicación bidireccional, informando a los aficionados sobre las decisiones tomadas por el club e informando al club sobre el punto de vista del aficionado. El SLO también trabaja con la seguridad y la policía, así como con los SLO de otros clubes para garantizar que el conocimiento relevante se difunda a todas las organizaciones que participan en los partidos y otros eventos del club.